# Royal Medical Society (Édimbourg)
La Royal Medical Society (RMS) est une association d'étudiants en médecine, dont les objets sont la diffusion des savoirs médicaux et l'aide aux étudiants et aux professionnels de la médecine. Gérée par des étudiants, elle est rattachée à la University of Edinburgh Medical School. Elle est l'une des plus anciennes sociétés médicales du Royaume-Uni et l'unique société d'étudiants britannique bénéficiaire d'une charte royale.

## Histoire
La Royal Medical Society est établie en tant que société médicale en 1737. Son statut est confirmé par une charte royale en 1778. Le projet qui aboutit à sa création remonte à 1734, il a été conçu par un groupe de six étudiants en médecine, notamment Dr Cleghorn, M. Cuming, Dr Russell, Dr Hamilton, M. Archibald Taylor, Dr James Kennedy, et peut-être Dr Fothergill, selon une lettre du Dr Fothergill au Dr Cuming datant de 1782.
La société est la seconde plus ancienne société professionnelle médicale britannique, la plus ancienne étant la Society of Apothecaries, créée à Londres en 1617 et autorisée à délivrer des diplômes de médecine. En 2020, Michael Dias est président de la 280e session.
En 1776, la société fait construire un bâtiment destiné à accueillir une bibliothèque, un musée d'anatomie et, ultérieurement, une salle de dissection, sur Surgeons’ Square, à proximité du Royal College of Surgeons of Edinburgh. Elle s'installe ensuite 7 Melbourne Place, en 1852, puis dans ses bâtiments actuels, à Potterrow, au 5/5 Bristo Square en 1969.

## Bibliothèque de la Société
La RMS a vendu sa bibliothèque, constituée tout au long des XVIIIe et XIXe siècles, lors de trois ventes aux enchères faite par Sotheby's à Londres, en 1969, pour obtenir les fonds nécessaires à la restauration du bâtiment. Une grande partie de la collection a été achetée par l'université du Wisconsin à Madison,.

## Activités
La Société édite une revue, Res Medica, depuis 1957.

## La société aujourd'hui
La Société est gérée par un conseil composé d'un premier président, de trois présidents juniors et 11 membres. Les fonctions de trésorier et le secrétariat sont aux mains de grandes personnes.
Le RMS possède des chambres au-dessus de Potterrow, sur Bristo Square. Pendant le Festival international d'Édimbourg, le bâtiment est utilisé comme lieu de spectacles et d'accueil des artistes. Son patrimoine est géré par le RMS Trust, qui bénéficie du statut d'organisme de bienfaisance.

## Membres connus

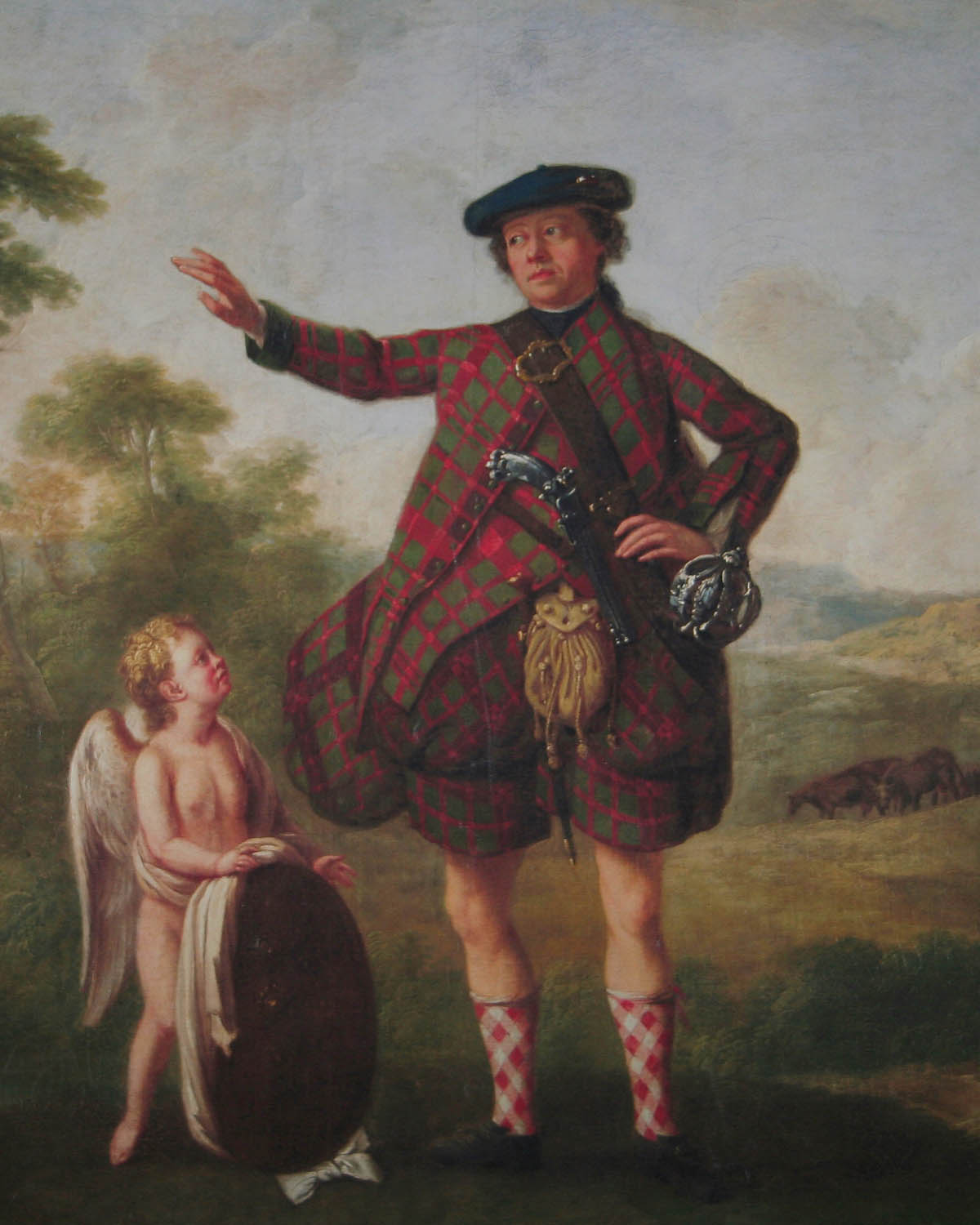
Stuart Threipland, président de 1766 à 1770.

- William Cullen, l'un des fondateurs de la Société
- Charles Darwin
- Benjamin Franklin
- Joseph Lister
- Jozef Venglos
- Hewett Watson, théoricien de l'évolution et ami de Charles Darwin, élu premier président en 1831